# Samartha Ramdas

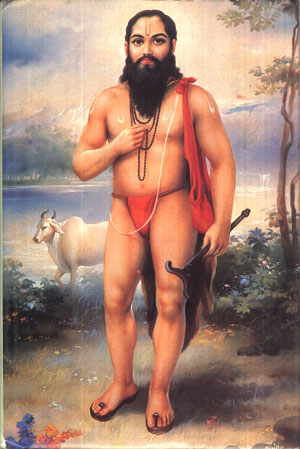
Samarth Ramdas

Ramdas (* 1608 in Jamb, Maharashtra, Indien; † 1682 in Sajjangad) gilt als einer der größten Heiligen des Hinduismus.

## Leben
Bereits als Kind erwarb er sich Kenntnisse der Hindu-Schriften und entwickelte eine Vorliebe für Meditation und religiöse Schriften. Samartha Ramdas’ bürgerlicher Name war „Narayan“. Mit sieben Jahren musste er den plötzlichen Tod seines Vaters erleben. Die Familie hatte ein eigenes Haus und betrieb Ackerbau. Als Narayan zwölf Jahre alt wurde, wollte seine Familie, dass er gemäß der damaligen Sitte heiraten sollte und es wurde mit den Hochzeitsvorbereitungen begonnen. Narayan neigte jedoch seit seiner Kindheit zur Spiritualität. Zwischen seiner Braut und dem Hochzeitsraum befand sich eine Trennwand und er lief heimlich davon und kam nie zu seiner Familie zurück. Zwölf Jahre lang verbrachte Ramdas an einem Fluss in Nasik, stand morgens früh auf, betete, studierte Sanskrit und schrieb religiöse Gedichte und Lieder (Kirtan). Er hatte die Einstellung, weder andere Religionen noch Nationen zu hassen. Sein Hauptanliegen lag in der Ausbreitung der Hindureligion in Indien. Ramdas beobachtete und studierte aber auch die sozialen, politischen und ökonomischen Verhältnisse Indiens und ihre Unzulänglichkeiten im täglichen Leben.
Zwölf Jahre Kindheit, zwölf Jahre Meditation und spirituelles Selbststudium in der Einsamkeit, danach Reisen durch ganz Indien und Besuche der heiligen Städte. So verbrachte Narayan (Ramdas) 36 Jahre seines Lebens und dann erreichte er das Ufer des Flusses „Krishna“. Von nun nannten ihn die Menschen „Samartha Ramdas“ (der mächtige Verehrer von Gott Rama). Ramdas baute über tausend Tempel und Ashrams in ganz Indien.  Später wurde Ramdas sehr berühmt  und seine Nachfolger liebten ihn und begannen seinem Lebensweg und seinen Gedanken zu folgen. Ramdas schrieb insgesamt über 40.000 Verse in verschiedenen Bänden.
Nach Ramdas soll
- der Mensch auch irdische Freude erleben dürfen.
- Er soll aber einen innerlichen Abstand dazu aufbauen und unerfüllte Wünsche sollen ihn nicht gefangen halten.
- Er soll frei von Elend und Schmerz leben, innerlich gefestigt sein und sich stets bewusst sein, dass alles zeitliche auch vergänglich ist. „Das was Du mit den Augen siehst hält nicht für ewig“.

Ramdas zog sich oft in Abgeschiedenheit zurück, da er dort besser meditieren konnte. In seinen letzten Tagen kümmerte er sich aber hauptsächlich um den systematischen Aufbau von Schülern und Stützpunkten im Norden und im Süden Indiens. Ramdas hatte über 1000 Schüler, Männer und Frauen. Die weiblichen Schüler waren ebenfalls ausgezeichnete Prediger und sehr tugendhaft. Ramdas schickte seine Schüler über ganz Indien, um die Hindu-Religion zu verbreiten und es ist schließlich auch Ramdas unermüdlichem Bemühen und Geduld zu verdanken, dass die Hindu-Religion in Indien sich etablieren konnte. Aus diesem Grunde bezeichneten ihn die Leute als Samartha (allmächtig). Ramdas verstarb 1682 in Sajjangad, nahe Satara, einer Festung, die er vom Shivaji (König) als Altersresidenz erhalten hatte.